# Friedrich von Thiersch

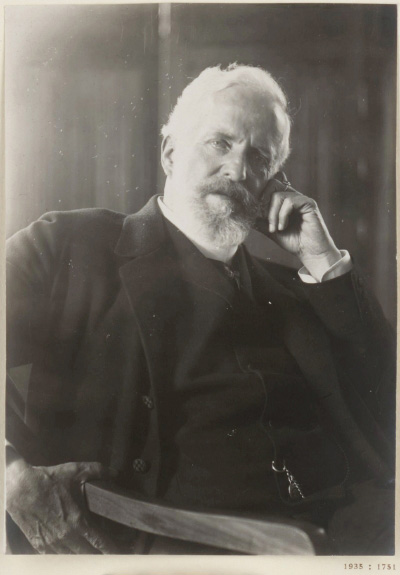
Retrato fotográfico sin fecha

Friedrich Maximilian Thiersch, nombrado caballero en 1897 como Ritter von Thiersch (18 de abril de 1852, Marburg an der Lahn - 23 de diciembre de 1921, Múnich), fue un arquitecto y pintor alemán. Se le considera uno de los representantes más importantes de la arquitectura y el arte historicista.

## Vida

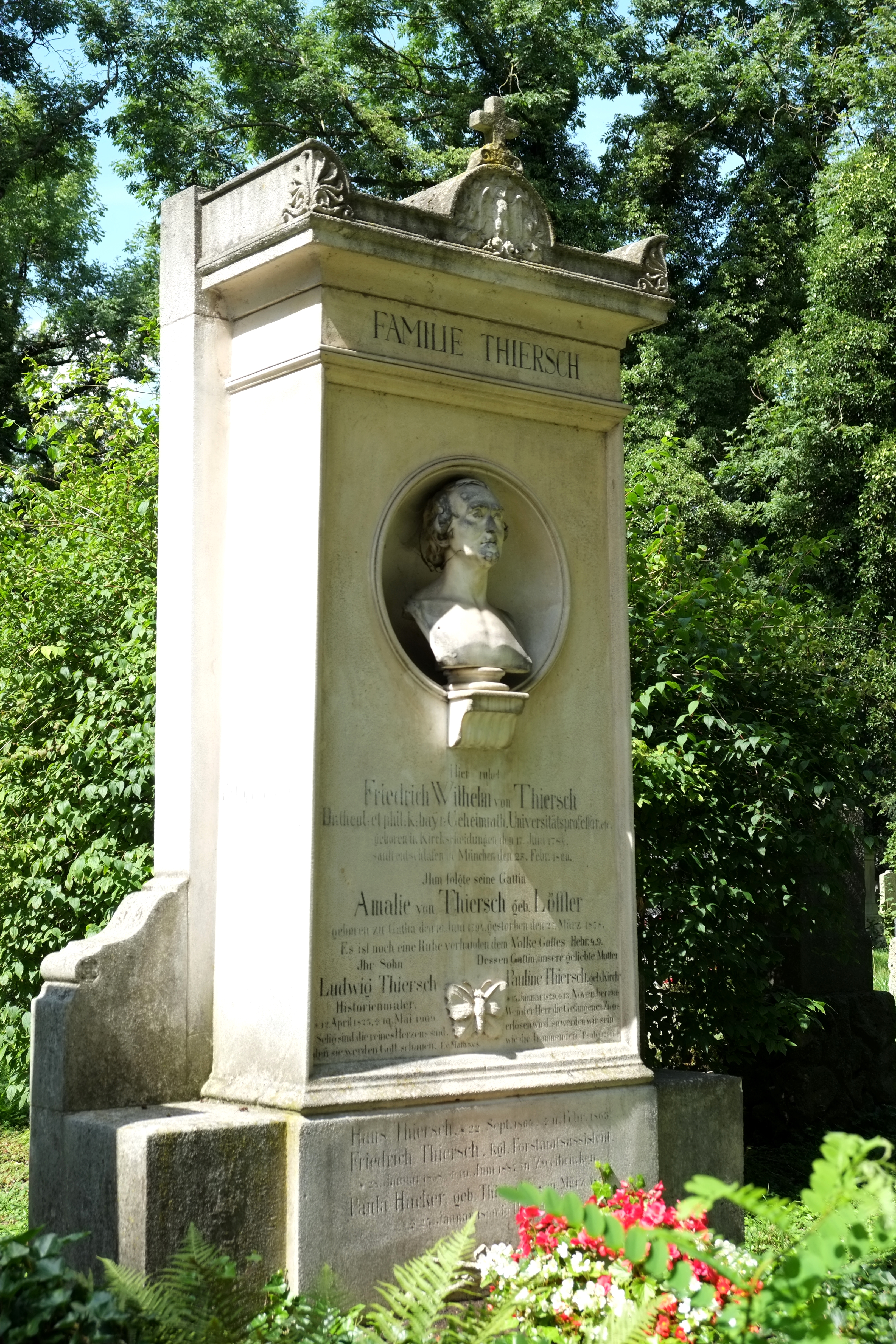
Monumento funerario de la familia Thiersch en el Viejo Cementerio Sur de Múnich

Thiersch creció en Marburgo; era nieto del filólogo Friedrich Thiersch, hijo de Luwig Thiersch (1823-1909), hermano del arquitecto y profesor universitario August Thiersch y tío del arqueólogo del mundo clásico Hermann Thiersch. Con su esposa Auguste Thiersch, de soltera Eibler, hija del concejal de comercio de Lindau, Eduard Eibler, tuvo ocho hijos, entre ellos la escritora Berta Thiersch (1888-1984) y la librera Frieda Thiersch (1889-1947), que dirigían la imprenta Bremer. Después de la escuela, Friedrich von Thiersch estudió arquitectura en la Universidad Técnica de Stuttgart de 1868 a 1873. Luego trabajó en la oficina de arquitectura de Frankfurt de Karl Jonas Mylius y Alfred Friedrich Bluntschli hasta que se dedicó a trabajar por su cuenta (autónomo) a los 26 años (1878).
En sus viajes de estudio por Europa (por ejemplo, a Grecia en 1878), Friedrich Thiersch adquirió un amplio conocimiento de la historia y la arquitectura de la construcción. En 1882 es nombrado profesor en la Universidad Técnica de Múnich. Ya como importante arquitecto, permaneció en Múnich, pero trabajó por toda Alemania, para la familia imperial, para principados y ciudades. En 1896 recibió la medalla de oro en la Exposición Internacional de Arte de Berlín. En 1897 Friedrich Thiersch fue honrado con la Orden del Mérito de la Corona de Baviera.
La última década de su vida estuvo marcada por la pérdida de familiares muy cercanos. En enero de 1914 perdió a su hija Marie; en octubre del mismo año murió su hijo Ernst, en la Primera Guerra Mundial. En 1918 murió su yerno Albrecht Zeller y en 1920 su segundo hijo Friedrich. Un día antes de la Nochebuena de 1921, Friedrich von Thiersch murió a la edad de 69 años. La tumba de Friedrich Max von Thiersch se encuentra en el cementerio forestal de Múnich, Münchner Waldfriedhof (tumba n.º 71-W-10).

## Obra

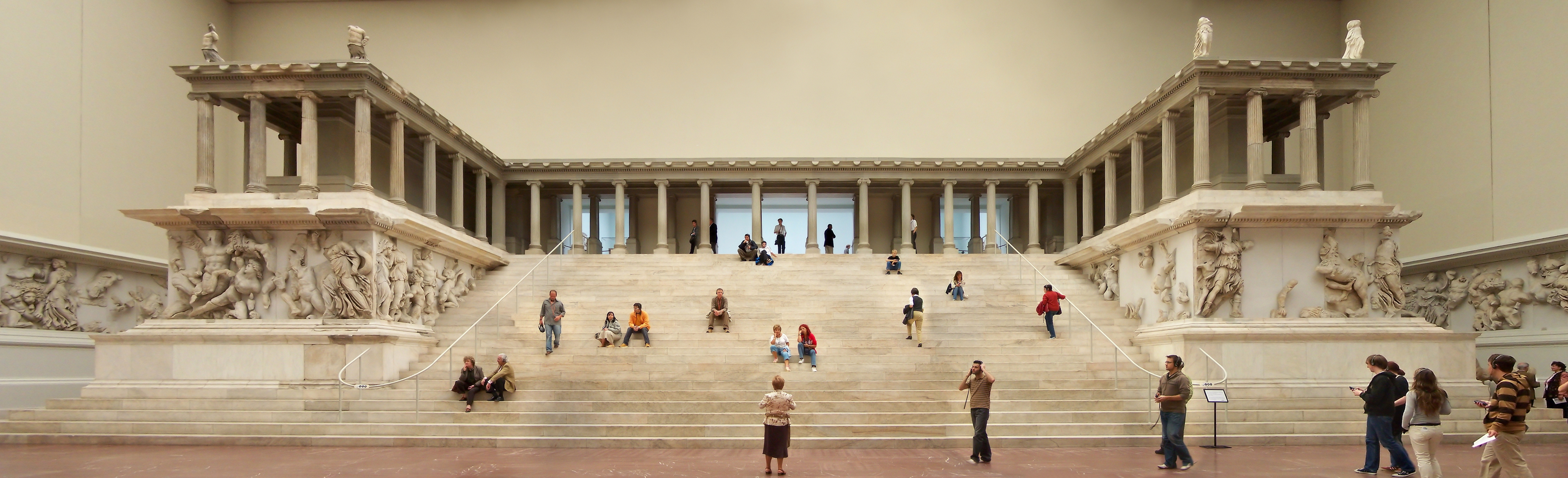
Altar de Zeus en el museo de Pérgamo, Berlín

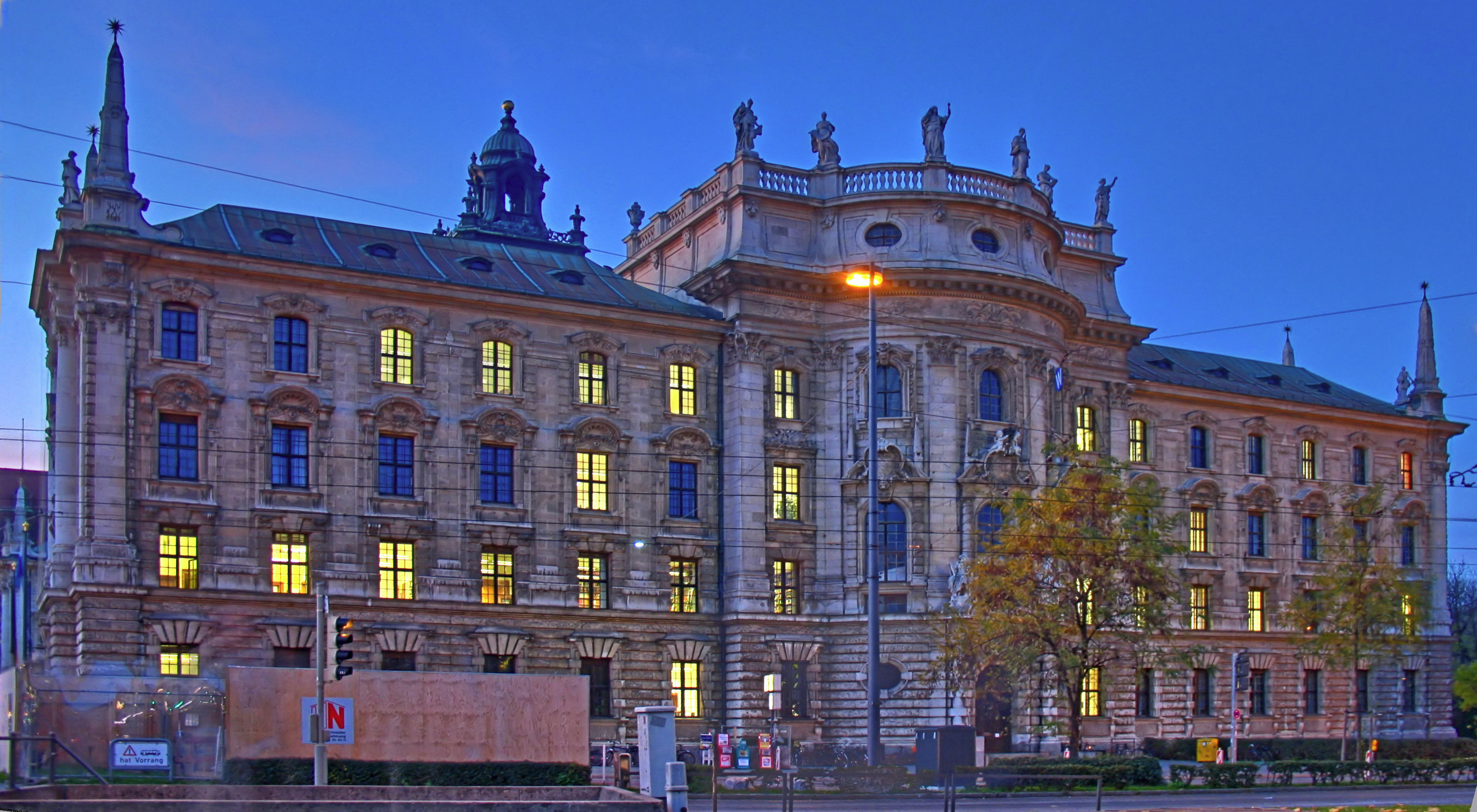
Palacio de Justicia de Múnich

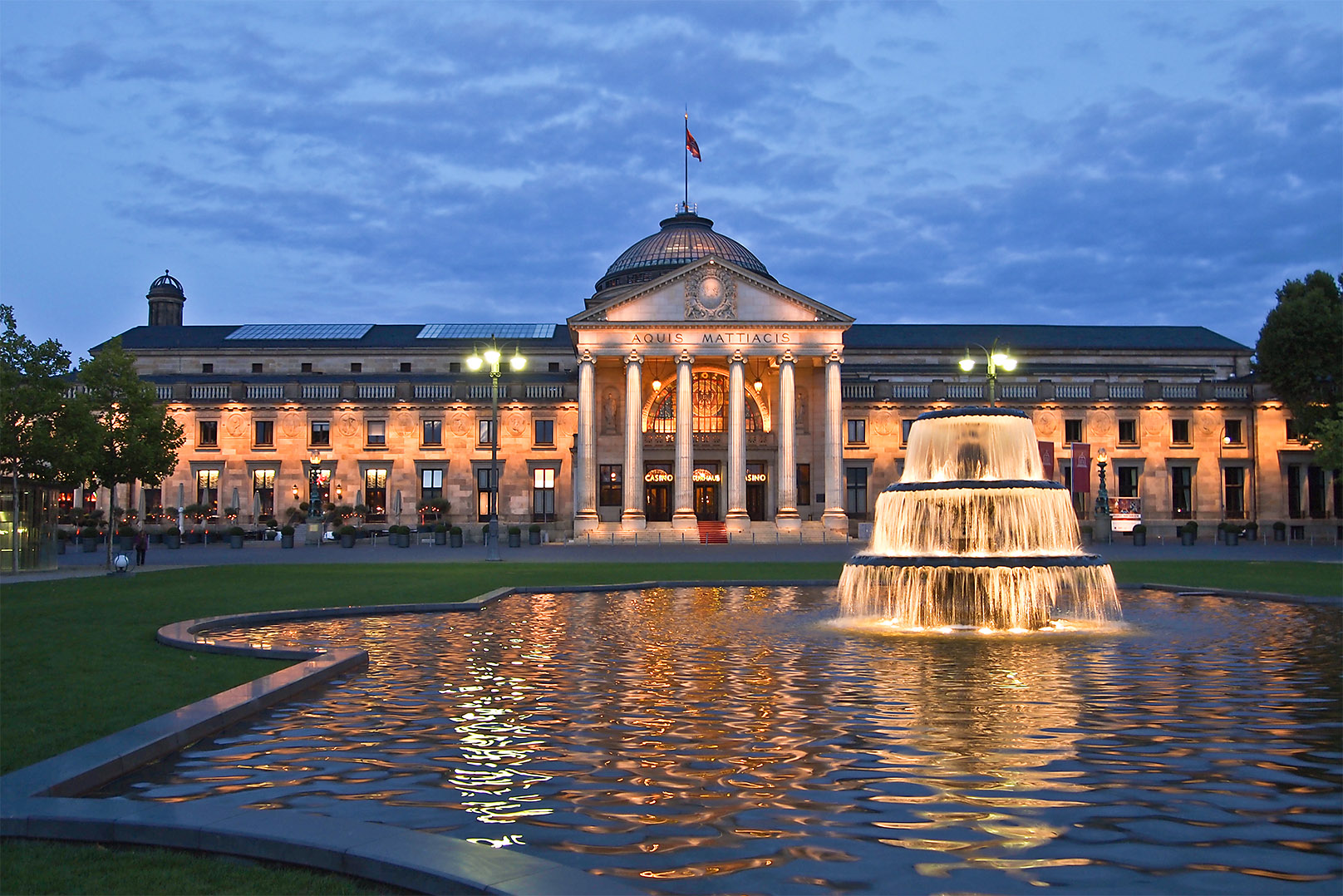
La Kurhausde de Wiesbaden

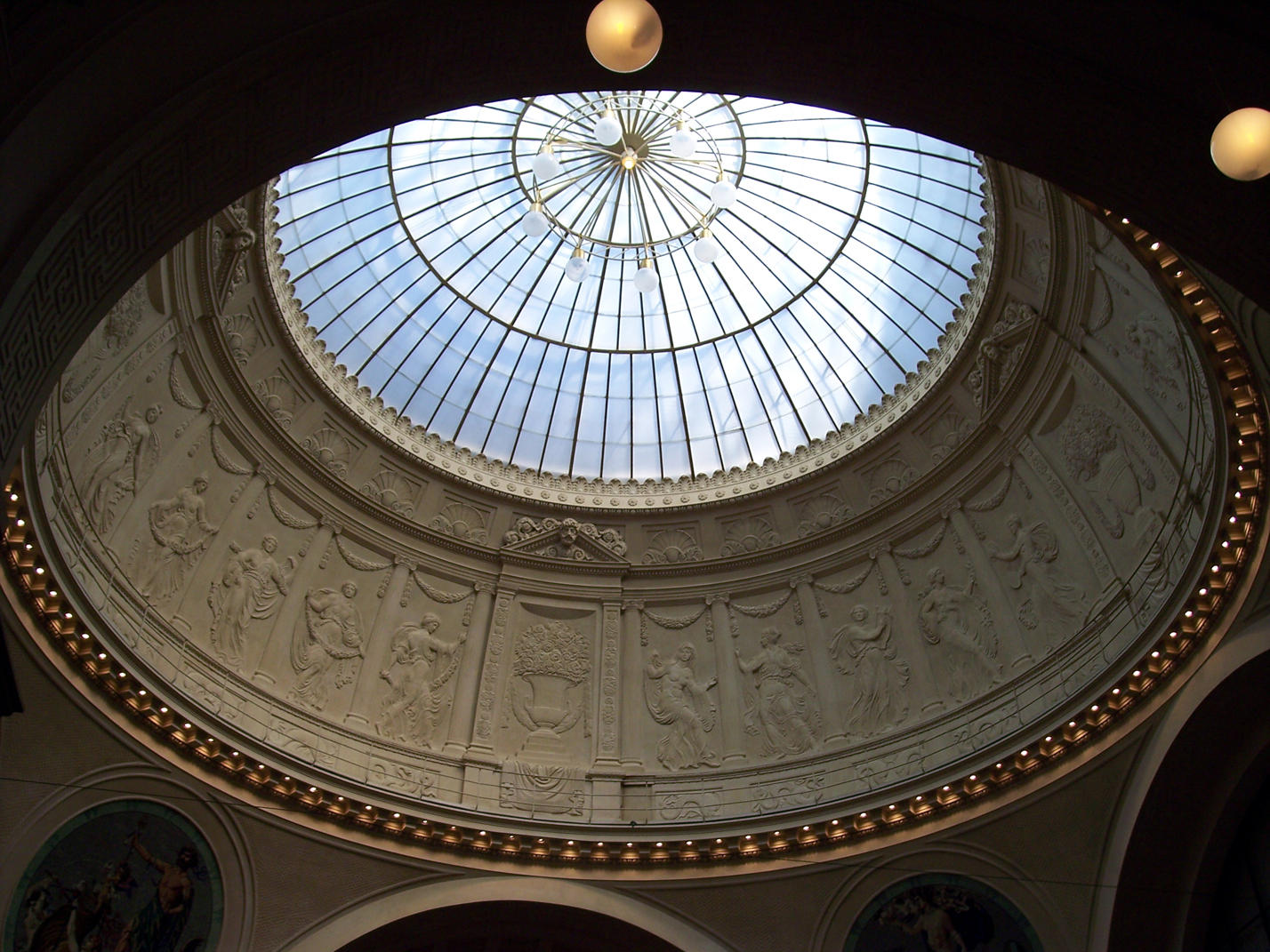
La cúpula de la Kurhaus de Wiesbaden

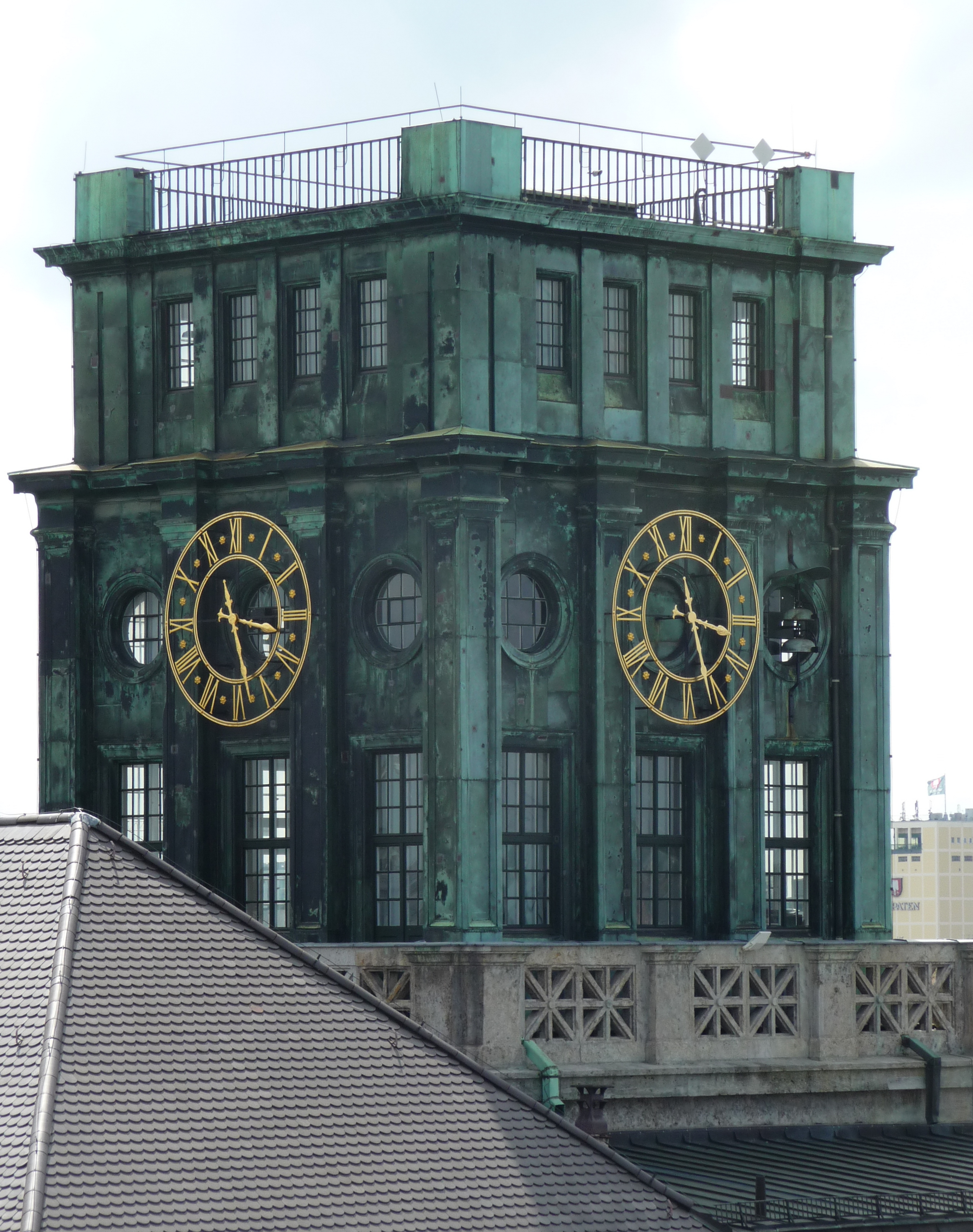
Torre de la Technischen Universität München.

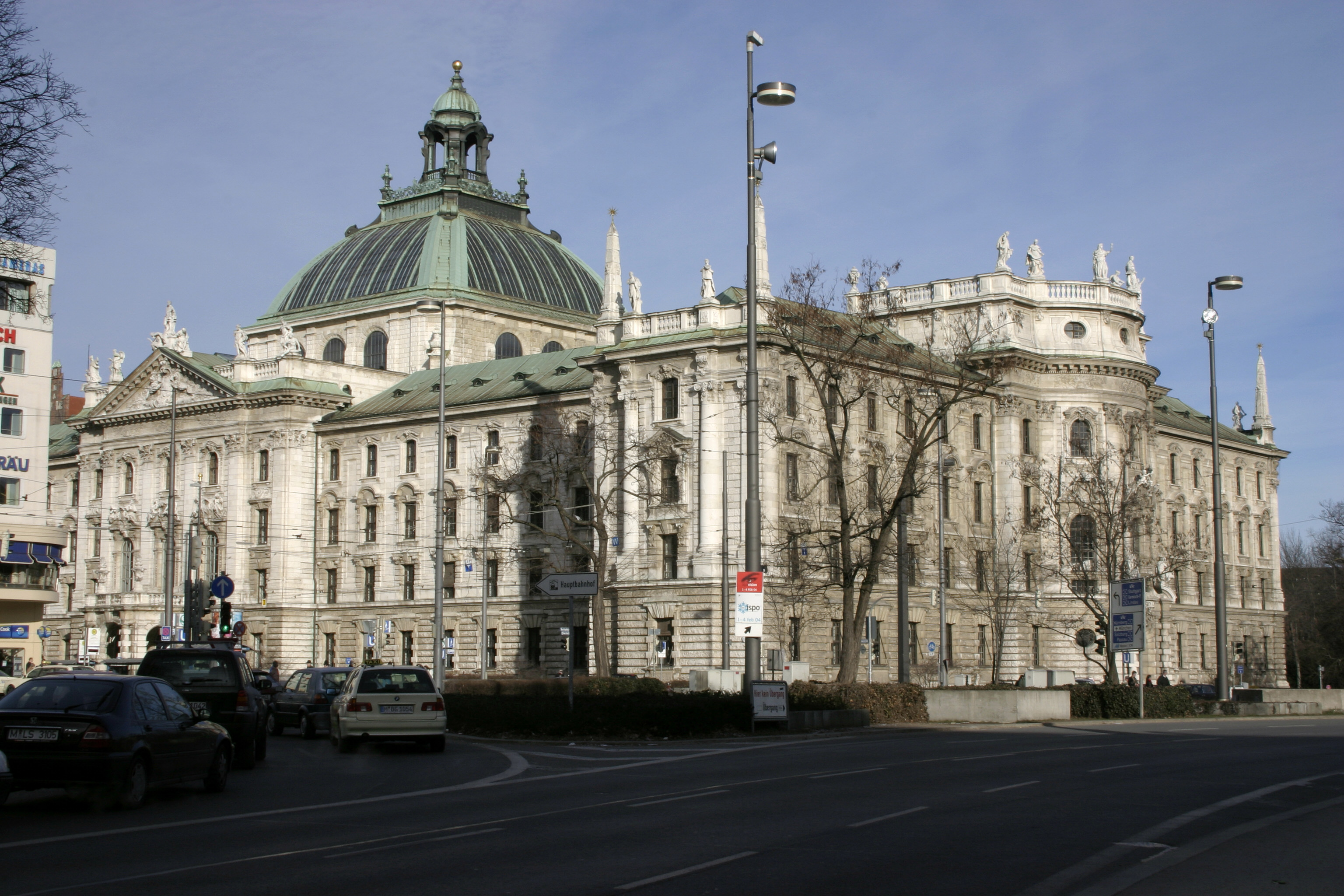
Palacio de Justicia (Justizpalast), Múnich (2006)

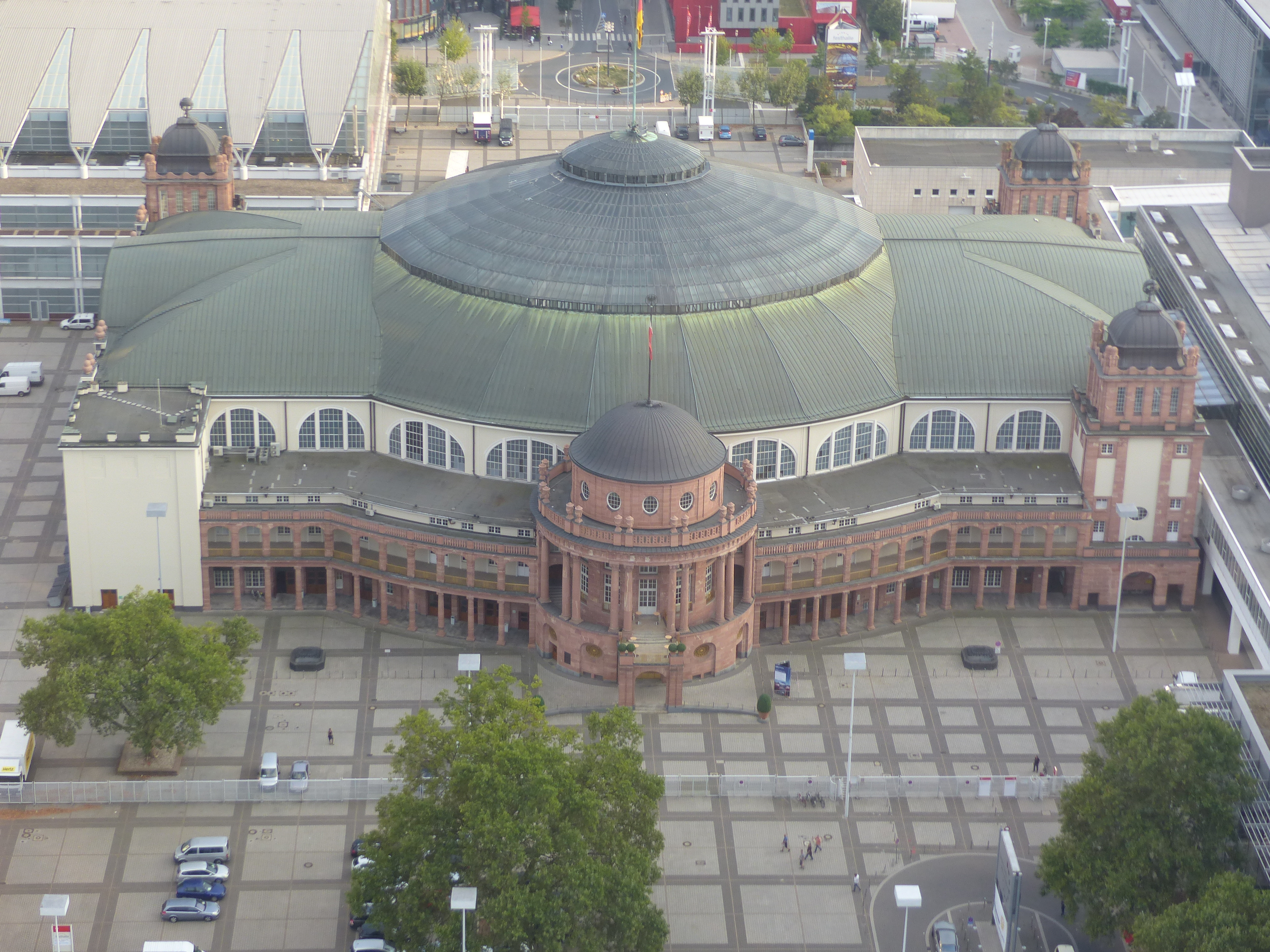
El Ferial (Festhalle) de Frankfurt en 2016

En 1882 participó en el segundo concurso de arquitectura para el edificio del Reichstag en Berlín. Como el jurado no llegó a un acuerdo, recibió el primer premio junto con Paul Wallot. Este último finalmente fue declarado ganador principal. En 1885 también participó en el concurso para la construcción de la Corte Imperial de Justicia en Leipzig. El contrato para este proyecto fue para Ludwig Hoffmann, pero Thiersch logró un éxito respetable por su hábil simbiosis de diferentes estilos arquitectónicos y la grandiosidad monumental de su diseño. Esto le valió en 1887 el contrato para construir el Palacio de Justicia de Múnich. Edificio construido entre 1891 y 1897, que dio gran fama a Thiersch, que contiene tanto elementos neobarrocos como modernos (cúpula de cristal). Thiersch antes había recibido una oferta de la Universidad Técnica Berlín-Charlottenburg pero terminó quedándose en Múnich y para trabajar también para el Reino de Baviera. En Múnich, el Palacio Bernheimer (1887-1889) también se construyó según su diseño, al igual que el Nuevo Edificio de Justicia (1902-1905), una vez que el Palacio de Justicia se quedó pequeño tras solo cinco años de uso. 
Con la finalización del Palacio de Justicia, recibió la Medalla de Caballero de la Corona de Baviera y, por lo tanto, fue elevado a la nobleza. Este monumental edificio despertó el interés del emperador Guillermo II, quien le encargó, entre otras cosas, reconstruir los altares históricos de Pérgamo y Altyra para la Isla de los Museos de Berlín. También le consiguió el trabajo de construir la Wiesbaden Kurhaus, cuya sala de conciertos lleva el nombre de Friedrich von Thiersch Hall. El monumental lugar de conciertos y eventos construido entre 1902 y 1907 impresionó al Kaiser, que desconfiaba de la capacidad de Thiersch para llevar a cabo semejante obra en la capital del imperio.
Thiersch también construyó el edificio Ferial (Festhalle) de Frankfurt del Main (1907-1909), cuya gran cúpula de 65 metros de ancho es un reto de la ingeniería aún en la actualidad, el puente Theodor Heuss de hoy entre Maguncia y Kastel (ahora Wiesbaden) (1885) y la Garnisonskirche (nombre actual: Friedenskirche) en Ludwigsburg (1899-1903).
Friedrich von Thiersch es considerado un maestro de la simbiosis de los estilos arquitectónicos históricos. Se distanció de los modelos académicos establecidos y creó algo nuevo, histórico, pero magnífico y único en todos los aspectos. Utilizó el lenguaje formal de épocas pasadas, pero sin copiar exactamente en sus edificios. Al mismo tiempo, era un experto en la construcción de cúpulas y dotaba a sus edificios de interiores monumentales. También se mantuvo al día con los últimos avances técnicos y siempre estuvo al tanto en el desarrollo de calefacción central, ascensores, sistemas de ventilación e instalaciones sanitarias en sus edificios.

## Edificios y diseños
- 1882-1885: Puente Theodor Heuss sobre el Rin entre Mainz y Mainz-Kastel, que hoy pertenece a Wiesbaden
- 1887-1889: Edificio residencial y comercial "Bernheimer-Haus" en Múnich, Lenbachplatz 3 (ampliado en 1909; con Martin Dülfer)
- 1891-1897: Palacio de Justicia de Múnich, Elisenstraße 1a / Karlsplatz
- 1894: Ampliación de la cervecería Löwenbräu en Múnich, Nymphenburger Straße 4
- 1896-1897: Tumba de Franz y Frieda von Lipperheide en el antiguo St. Matthäus-Kirchhof en Berlín-Schöneberg
- 1897: Villa (Villa Fischer) en Meisterschwanden[3]
- 1898: La Kurhaus de Wiesbaden, Kurhausplatz (realizada 1905–1907)
- 1898-1899: La desaparecida casa Wohnhaus Reinemann de Múnich
- 1898-1901: Ampliación del ayuntamiento en Fürth. Su salón de actos está considerado como una de las creaciones espaciales más importantes del historicismo tardío.
- 1899-1903: La Iglesia parroquial católica de San Jorge (St. Georg) en Hohenwart (colaboración con Joseph Anton Müller)
- 1899-1901: Nueva bolsa de valores (luego sede de la Cámara de Industria y Comercio de Múnich) en Múnich, Max-Joseph-Strasse 2 / Maximiliansplatz 8
- 1901-1903: La iglesia evangélica Garnisonskirche de Ludwigsburg (hoy la Friedenkirche o Iglesia de la Paz)
- 1902-1903: El cuartel Luitpold en Lindau
- 1902-1903: El puente Cornelius (Corneliusbrücke) de Múnich
- 1902-1903: Puente Reichenbach (Reichenbachbrücke) de Múnich
- 1903-1905: Nuevo palacio de Justicia (Neues Justizgebäude) de Múnich, Prielmayerstraße 5
- 1903-1905: Puente Maximiliano (Maximiliansbrücke) en Múnich
- 1906-1909: El Ferial de Frankfurt am Main (concurso de 1906, realizado hacia 1909)[4]
- 1906-1916: Nuevos edificios de la Universidad Técnica de Múnich
- 1907: Colegio Internado en Schondorf am Ammersee[5]
- 1908-1909: Restauración y remodelación de la Iglesia Capuchina de Santa Isabel en Aschaffenburg (Kapuzinerkirche St. Elisabeth (Aschaffenburg))
- 1910: Concurso de diseño para un monumento nacional en honor de Bismarck en Elisenhöhe bei Bingerbrück (no premiado)[6]

## Filme
- Friedrich von Thiersch. Arquitecto muniqués del historicismo (Friedrich von Thiersch. Ein Münchner Architekt des Historismus.) BR 2003, Dokumentation von Bernhard Graf